# Alcala (Cagayan)
Alcala is een gemeente in de Filipijnse provincie Cagayan op het eiland Luzon. Bij de laatste census in 2007 had de gemeente bijna 36 duizend inwoners.

## Geografie

### Bestuurlijke indeling
Alcala is onderverdeeld in de volgende 25 barangays:
| - Abbeg - Afusing Bato - Afusing Daga - Agani - Baculod - Baybayog - Cabuluan - Calantac - Carallangan - Centro Norte - Centro Sur - Dalaoig - Damurog | - Jurisdiction - Malalatan - Maraburab - Masin - Pagbangkeruan - Pared - Piggatan - Pinopoc - Pussian - San Esteban - Tamban - Tupang |

## Demografie
Alcala had bij de census van 2007 een inwoneraantal van 35.694 mensen. Dit zijn 1.697 mensen (5,0%) meer dan bij de vorige census van 2000. De gemiddelde jaarlijkse groei komt daarmee uit op 0,67%, hetgeen lager is dan het landelijk jaarlijks gemiddelde over deze periode (2,04%). Vergeleken met de census van 1995 is het aantal mensen met 3.659 (11,4%) toegenomen.

De bevolkingsdichtheid van Alcala was ten tijde van de laatste census, met 35.694 inwoners op 187,2 km², 171,1 mensen per km².